# Cá Tai tượng Thái Bình Dương
Chaetodipterus zonatus là một loài cá biển thuộc chi Chaetodipterus, họ Cá tai tượng biển (Ephippidae), bộ Cá vược (Perciformes), sinh sống ở miền đông Thái Bình Dương - từ Hoa Kỳ tới Peru.